# Northrop Grumman RQ-180
O Northrop Grumman RQ-180 é um veículo aéreo não tripulado norte-americano cuja missão principal é patrulha e reconhecimento aéreo. Apesar de estar em desenvolvimento há já alguns anos, a Força Aérea dos Estados Unidos apenas revelou a existência do mesmo em Dezembro de 2013. Uma das características que os distingue dos outros drones é a tecnologia stealth que lhe foi instalada.